# Hooray! Hooray! It's a Holi-Holiday
Hooray! Hooray! It's a Holi-Holiday è un singolo del gruppo musicale tedesco Boney M., pubblicato nel 1979.

## Descrizione
Il brano nasce come adattamento della filastrocca americana per bambini Polly Wolly Doodle. Il singolo è stato un grande successo in tutta Europa, raggiungendo il numero 3 nelle classifiche del Regno Unito, il numero 4 in Germania e il numero 1 in Belgio e nei Paesi Bassi.
Anche se la copertina del singolo annunciava l'arrivo del prossimo album dei Boney M., Oceans of Fantasy, esso fu pubblicato solo sei mesi dopo, e solo il lato B del singolo, "Ribbons of Blue", fu incluso nell'album.